# Chula (Missouri)
Chula é uma cidade localizada no estado americano de Missouri, no Condado de Livingston.

## Demografia
Segundo o censo americano de 2000, a sua população era de 198 habitantes.
Em 2006, foi estimada uma população de 200, um aumento de 2 (1.0%).

## Geografia
De acordo com o United States Census Bureau tem uma área de
0,4 km², dos quais 0,4 km² cobertos por terra e 0,0 km² cobertos por água. Chula localiza-se a aproximadamente 247 m acima do nível do mar.

## Localidades na vizinhança
O diagrama seguinte representa as localidades num raio de 24 km ao redor de Chula.